# Baku (Népal)
Baku (en népalais : बाकु) est un comité de développement villageois du Népal situé dans le district de Solukhumbu. Au recensement de 2011, il comptait 4 844 habitants.